# 冯法祀
冯法祀（1914年—2009年7月16日），别名骆风，安徽省庐江县人，中华民国及中华人民共和国画家。

## 生平
1914年农历四月二十日出生于安徽省庐江县裴家岗。1933年，考入南京国立中央大学教育学院艺术科，师从徐悲鸿、颜文梁、吕斯百、潘玉良等人。1937年，从国立中央大学毕业，获学士学位。
1937年，抗日战争爆发，冯法祀参加中国工农红军（后改编为八路军），曾到延安。后到四川省江津县的武昌艺术专科学校任教。1940年，参加抗敌演剧队，从事绘画。抗日战争期间，举办过六次个人画展。1942年，获聘为中国美术学院副研究员。1943年，获聘为国立社会教育学院副教授。
1946年，随徐悲鸿到北平，参加北平国立艺术专科学校的创办。1950年中央美术学院成立，冯法祀被聘为教授、第一任绘画系主任兼油画系主任。1950年代，他创作了巨幅油画《刘胡兰就义》等许多现实主义风格的作品。
1961年，调任中央戏剧学院舞台美术系基础课教员。1979年落实政策，重回中央美术学院，担任油画系主任。1980年，中央美术学院举办“冯法祀教授画展”，出版《冯法祀画选》。1983年，在哈尔滨举办“冯法祀教授画展”。1984年，在巴黎举行个人画展。1998年，在北京举办“从艺65周年冯法祀教授画展”，并且举行大型画册《冯法祀画集》的首发式。1999年，应邀到加拿大举办“冯法祀教授素描及部分油画作品展”。
冯法祀是中国美术家协会会员、中国油画学会顾问、徐悲鸿国际艺术研究会名誉主席，徐悲鸿艺术学院首席顾问。
2009年7月16日，冯法祀在北京病逝，享年95岁。

## 家庭
- 妻：张云先[2]